# Pierre de Tiniéres
Guglielmo III di Narbona (XV secolo – 1447) è stato visconte di Narbona dal 1424 al 1447 e giudice titolare di Arborea dal 1424 al 1427.

## Origine
Pierre, sia secondo la Gran Enciclopèdia Catalana, che secondo Anselme de Sainte-Marie nella Histoire généalogique et chronologique de la maison royale de France, des pairs, grands officiers de la Couronne, de la Maison du Roy et des anciens barons du royaume.... Tome 7 / par le P. Anselme era il figlio maschio primogenito del Signore di Mardogne, Guglielmo di Tiniéres e della moglie, Guèrine de Rogier-Beaufort de Canillac, che era figlia di Marquis di Beaufort, signore di Canillac e Caterina, figlia del delfino Beraldo I d'Alvernia, come conferma anche la Historia genealogica de la casa de Lara, tomo I. 

Guglielmo di Tiniéres era figlio di Pierre de Tinières e di Jeanne de Cardaillac. 

## Biografia
Sua madre era al suo secondo matrimonio, avendo sposato, in prime nozze, il visconte di Narbona, Guglielmo I, a cui aveva dato due figli (fratellastri di Pierre):
- Guglielmo (1383 circa - 17 agosto 1424), futuro giudice d'Arborea e visconte[6];
- Aimerico (1397/98- 1414/15), morto in Sardegna a 16 o 17 anni[6].

Il suo fratellastro, Guglielmo era divenuto prima Visconte di Narbona e poi Giudice di Arborea (dal 1420 solo giudice titolare).
Inoltre, Guglielmo II, in quanto marito di Margherita d'Armagnac, prese parte alla guerra civile tra Armagnacchi e Borgognoni e partecipò alla guerra contro gli Inglesi nella guerra dei cent'anni.
Non avendo figli, Guglielmo II, nel maggio 1424, fece testamento, lasciando la viscontea di Narbona al fratello uterino Pierre de Tinières, con la clausola che avrebbe assunto il nome di Guglielmo
Il suo fratellastro, Guglielmo II, secondo la Gran Enciclopèdia Catalana morì il 17 agosto 1424 nel corso della guerra contro gli Inglesi, nel corso della battaglia di Verneuil, come conferma anche la Chronique de la Pucelle: ou, Chronique de Cousino; fu seppellito, accanto ai suoi antenati, nell'Abbazia di Sainte-Marie de Fontfroide.

Pierre gli succedette come Guglielmo III di Narbona].
Secondo la Gran Enciclopèdia Catalana, la successione fu contestata dai visconti di Roccaberti mentre il re di Francia tentò invano di requisire la viscontea.
Ancora secondo la Gran Enciclopèdia Catalana, Pierre era di salute gracile, per cui governò con l'assistenza del padre.

Nel 1427 Guglielmo III rinunciò ai propri diritti al Giudici di Arborea tn favore del re d'Aragona Alfonso V il Magnanimo.
Nel 1447 la viscontea fu acquistata dal conte di Foix e Bigorre, Gastone IV.
Secondo la Gran Enciclopèdia Catalana, venduta dalla sorella di Pierre, Margherita che le era succeduta, come viene confermato anche dalla Foundation for Medieval Genealogy : VICOMTES de NARBONNE 1423-1447 (TINIERES); mentre secondo Anselme de Sainte-Marie fu venduta, nel 1442, dal tutore di Pierre, Guglielmo di Tiniéres, a Gastone IV, che ne prese possesso, nel 1448, dopo la morte di Pierre.

## Matrimonio e discendenza
Guglielmo aveva sposato  Anna d’Apchon, dalla quale non ebbe discendenza.